# زیردریایی یو-۱۱۶ (۱۹۴۱)
زیردریایی یو-۱۱۶ (۱۹۴۱) (به انگلیسی: German submarine U-116 (1941)) یک زیردریایی بود که طول آن ۸۹٫۸۰ متر (۲۹۴ فوت ۷ اینچ) و ارتفاع آن ۱۰٫۲۰ متر (۳۳ فوت ۶ اینچ) بود. این زیردریایی در سال ۱۹۴۱ ساخته شد.